# Roger Penske
Roger Searle Penske (Shaker Heights, Ohio, Estados Unidos; 20 de febrero de 1937) es un empresario estadounidense. Fue el fundador de Penske Corporation, que posee concesionarios de automóviles y camiones además de servicios de logística. También es propietario de la escudería automovilismo Team Penske, el campeonato IndyCar Series y el circuito Indianapolis Motor Speedway.
Es también uno de los directivos de la compañía General Electric y era presidente del comité organizador del Super Bowl XL en Detroit. 
A partir de 1958, Penske compró, corrió y vendió monoplazas de competición, y gozaba de gran prestigio tanto en la pista como en los despachos. 
En los años 1960, era un piloto muy conocido (Piloto del año por la revista Sports Illustrated), ganando grandes carreras hasta 1965, cuando se retiró, para concentrarse en la propiedad y gestión de una escudería.
Su primer equipo compitió en las 500 Millas de Indianápolis en 1969, ganando 13 veces esa competición entre 1972 y 2003, y su primera victoria en la fórmula NASCAR data del año 1973, ganando en numerosas ocasiones en los años siguientes. Cerró su equipo de Fórmula 1 establecido en Europa en 1977. En 1982 se convirtió en el presidente de la Penske Truck Leasing.
Penske Racing controla el equipo de la NASCAR que tiene actualmente a Joey Logano, Ryan Blaney y Austin Cindric y anteriormente a Brad Keselowski. En el 2012 Keselowski logró el campeonato de la copa Sprint Cup superando a Clint Bowyer y Jimmie Johnson. Penske También está presente en la IndyCar con el equipo compuesto por Will Power, Josef Newgarden y Scott McLaughlin en la actualidad. Anteriormente, participó en la CART que incluía a los mejores pilotos de la historia, como Gary Bettenhausen, Tom Sneva, Mario Andretti, Bobby Unser, Al Unser, Al Unser Jr., Emerson Fittipaldi, Rick Mears, Danny Sullivan, Paul Tracy y Gil de Ferran.
En 1998, Penske fue nombrado miembro del Salón de la Fama del Automovilismo.
Roger Penske tiene 5 hijos con su esposa Kathy: Roger, Greg, Jay, Mark y Blair. Es licenciado en la Universidad de Lehigh.

## Negocios
- Penske Racing - Marlboro Team Penske (IRL), Penske South (NASCAR), Penske Motorsports (ALMS)
- United Auto Group - (UAG:NYSE Penske posee un 40% de las acciones)
- Penske Automotive Group - Es propietario y controla la distribución automovilística de California.
- Penske Truck Leasing
- Penske Logistics - Transporte y logística
- Truck-Lite - Manufacturas de iluminación para vehículos pesados (de 18 ruedas)
- QEK Global Solutions - QEK Global Solutions es un proveedor de una gran gama de productos a constructores de automóviles y a otras empresas fuera del sector automovilístico.
- Davco - Constructor de sistemas de filtrado y separación de combustible y calefacción para camiones pesados.
- Ilmor - Motorista
- Deer Valley Ski Resort - Estación de esquí de Deer Valley

## Resultados

### Fórmula 1
(Clave) (negrita indica pole position) (cursiva indica vuelta rápida)

| Año     | Escudería         | 1   | 2   | 3   | 4   | 5   | 6   | 7   | 8     | 9   | Pos. | Puntos |
| ------- | ----------------- | --- | --- | --- | --- | --- | --- | --- | ----- | --- | ---- | ------ |
| 1961    | John M Wyatt III  | MON | NED | BEL | FRA | GBR | GER | ITA | USA 8 |     | NC   | 0      |
| 1962    | Dupont Team Zerex | NED | MON | BEL | FRA | GBR | GER | ITA | USA 9 | RSA | NC   | 0      |
| Fuente: |                   |     |     |     |     |     |     |     |       |     |      |        |